# Skeppsmalns kapell
Skeppsmalens kapell är en kyrkobyggnad som tillhör Grundsunda församling i Härnösands stift och som ligger i fiskeläget Skeppsmalen.

## Kyrkobyggnaden
Kyrkobyggnaden är uppförd av timmer med utvändig träpanel, rödmålad med vita knutar, och har tegeltak. Den uppfördes av Gävlefiskare 1796–1799 och invigdes 1803. Sammanbyggd med kapellet finns en stege som leder upp till en klocka under sadeltak. På klockan står: "Guten af G.F. Svedberg. Gefle".
Enligt vissa uppgifter flyttades byggnaden till Skeppsmalen från fiskeläget Holma utanför Husum. Eftersom det inte är känt att det skulle ha funnits något kapell på Holma bör det i så fall ha varit en vanlig stuga eller sjöbod som här fick bli kapell.
Kapellet renoverades invändigt 1949–1951 på bekostnad av skeppsredare Emanuel Högberg, som var bördig från Skeppsmalen. Väggarna kläddes då med vitmålade plattor, elektricitet drogs in och runda väggarmaturer av vitt glas sattes upp.

## Inventarier
Omedelbart bakom altaren finns ett fönster. Ovanför hänger en altartavla målad på duk, föreställande Kristus i Getsemane, som målades på 1910-talet av en målargesäll. Den ersatte en altartavla som troligen var identisk med den bild av Kristus på korset som nu hänger på nordväggen.
Predikstolen och altarringen är troligen från sekelskiftet 1900. Altaret pryds av ett antependium med ett havsmotiv.
I kapellet finns ett votivskepp, en tremastad fullriggare med namnet Hoppet, som skänkts av sjökapten Filip Norton.